# Zagajew
Zagajew – wieś w Polsce położona w województwie łódzkim, w powiecie sieradzkim, w gminie Warta.
| SIMC    | Nazwa     | Rodzaj    |
| ------- | --------- | --------- |
| 0716193 | Krzyżówka | część wsi |
| 0716201 | Rakówka   | część wsi |

W latach 1975–1998 miejscowość administracyjnie należała do województwa sieradzkiego.